# Cemeng Kalang
Cemeng Kalang is een bestuurslaag in het regentschap Sidoarjo van de provincie Oost-Java, Indonesië. Cemeng Kalang telt 3644 inwoners (volkstelling 2010).